# Prionopelta brocha
Prionopelta brocha é uma espécie de formiga do gênero Prionopelta.